# Дрифтмарк
«Дрифтмарк» (англ. Driftmark) — седьмой эпизод первого сезона фантастического телесериала «Дом Дракона», снятый режиссёром Мигелем Сапочником. Его премьера состоялась 2 октября 2022 года, эпизод получил высокие оценки критиков.

## Сюжет
Король Визерис с семьёй приезжает в Дрифтмарк на похороны леди Лейны, жены принца Дейемона. Пока гости отдают последний долг покойной, Дейемон вступает в интимную связь с дочерью короля Рейенирой. Ночью не имеющий своего дракона принц Эйемонд находит спящую Вхагар, приручает её и совершает свой первый полёт. Окрылённый удачей, он уже считает драконицу своей, но у ворот Дрифтмарка встречает детей Лейны и сыновей Рейениры. В завязавшейся драке Люцерис Веларион выкалывает Эйемонду глаз ножом. Разгневанная королева Алисента требует возмездия, но король отвергает её предложение лишить Люцериса глаза в ответ. Королева пытается выколоть глаз мальчика сама, вступив в схватку с принцессой и ранив её в руку кинжалом . Визерис объявляет, что каждый, кто усомнится в законности наследников Рейениры, будет лишён языка, но все понимают, что первая кровь пролита и война неизбежна. 
Вернувшись на пост десницы, Отто Хайтауэр говорит дочери, что если они проявят терпение, то скоро восторжествуют. Против Алисенты и её сторонников объединяются Рейенира и Дейемон, но узаконить их связь мешает Лейнор. Принц инсценирует смерть Лейнора во время поединка с его любовником Кварлом и женится на Рейенире, а Лейнор и Кварл уплывают из Вестероса.

## Премьера и оценки
26 сентября 2022 года появился тизер седьмого эпизода. Премьера состоялась 2 октября. На сайте-агрегаторе отзывов Rotten Tomatoes «Дрифтмарк» получил рейтинг 93 % при средней оценке 7,4 из 10.
Алек Боджалад (портал Den of Geek) оценил эпизод на 4,5 балла из 5, особо отметив режиссуру, сцену похорон и музыку Джавади. На 4 балла из 5 «Дрифтмарк» оценили Майкл Дикон (The Telegraph), Хиллари Келли (Vulture) и Джек Шепард (GamesRadar+). Дикон особо выделил сцену драки между Эйемондом и его родственниками, Келли — сцену приручения Эйемондом Вхагар. Шепард похвалил выступление Оливии Кук. Хелен О’Хара (IGN) поставила эпизоду 9 баллов из 10.